# Egham Town FC
Egham Town FC (celým názvem: Egham Town Football Club) je anglický fotbalový klub, který sídlí ve městě Egham v nemetropolitním hrabství Surrey. Založen byl v roce 1963. Od sezóny 2018/19 hraje v Isthmian League South Central Division (8. nejvyšší soutěž). Klubové barvy jsou červená a bílá.
Své domácí zápasy odehrává na The Runnymede Stadium s kapacitou 5 500 diváků.

## Úspěchy v domácích pohárech
Zdroj: 
- FA Cup
  - 4. předkolo: 1990/91, 2016/17
- FA Trophy
  - 1. kolo: 2002/03
- FA Vase
  - 4. kolo: 1984/85

## Umístění v jednotlivých sezonách
Stručný přehled
Zdroj: 
- 1965–1967: Surrey Senior League
- 1967–1974: Spartan League
- 1974–1975: Athenian League (Division Two)
- 1975–1977: Athenian League (Division One)
- 1977–1984: Isthmian League (Second Division)
- 1984–1991: Isthmian League (Second Division South)
- 1991–1998: Isthmian League (Second Division)
- 1998–2002: Isthmian League (Third Division)
- 2002–2004: Isthmian League (Division One South)
- 2004–2005: Southern Football League (Western Division)
- 2005–2006: Isthmian League (Division Two)
- 2006–2013: Combined Counties League (Premier Division)
- 2013–2017: Southern Football League (Division One Central)
- 2017–2018: Southern Football League (Division One East)
- 2018– : Isthmian League (South Central Division)

Jednotlivé ročníky
Zdroj: 
Legenda: Z - zápasy, V - výhry, R - remízy, P - porážky, VG - vstřelené góly, OG - obdržené góly, +/- - rozdíl skóre, B - body, červené podbarvení - sestup, zelené podbarvení - postup, fialové podbarvení - reorganizace, změna skupiny či soutěže
| Sezóny  | Liga                                            | Úroveň | Z  | V  | R  | P  | VG  | OG | +/- | B  | Pozice |
| ------- | ----------------------------------------------- | ------ | -- | -- | -- | -- | --- | -- | --- | -- | ------ |
| 2009/10 | Combined Counties League (Premier Division)     | 9      | 42 | 24 | 5  | 13 | 97  | 62 | +35 | 77 | 4.     |
| 2010/11 | Combined Counties League (Premier Division)     | 9      | 40 | 15 | 6  | 19 | 80  | 67 | +13 | 48 | 13.    |
| 2011/12 | Combined Counties League (Premier Division)     | 9      | 42 | 25 | 5  | 12 | 102 | 46 | +56 | 80 | 4.     |
| 2012/13 | Combined Counties League (Premier Division)     | 9      | 42 | 31 | 5  | 6  | 113 | 48 | +65 | 98 | 1.     |
| 2013/14 | Southern Football League (Division One Central) | 8      | 42 | 17 | 9  | 16 | 80  | 58 | +22 | 60 | 11.    |
| 2014/15 | Southern Football League (Division One Central) | 8      | 42 | 14 | 8  | 20 | 64  | 81 | -17 | 50 | 15.    |
| 2015/16 | Southern Football League (Division One Central) | 8      | 42 | 26 | 5  | 11 | 80  | 39 | +41 | 83 | 3.     |
| 2016/17 | Southern Football League (Division One Central) | 8      | 42 | 20 | 14 | 8  | 79  | 51 | +28 | 74 | 5.     |
| 2017/18 | Southern Football League (Division One East)    | 8      | 42 | 13 | 9  | 20 | 54  | 88 | -34 | 48 | 16.    |
| 2018/19 | Isthmian League (South Central Division)        | 8      | 38 |    |    |    |     |    |     |    |        |